# 고르베아 (칠레)
고르베아(스페인어: Gorbea)는 칠레 아라우카니아 주 카우틴 현의 코무나이다.